# European Association for Theoretical Computer Science

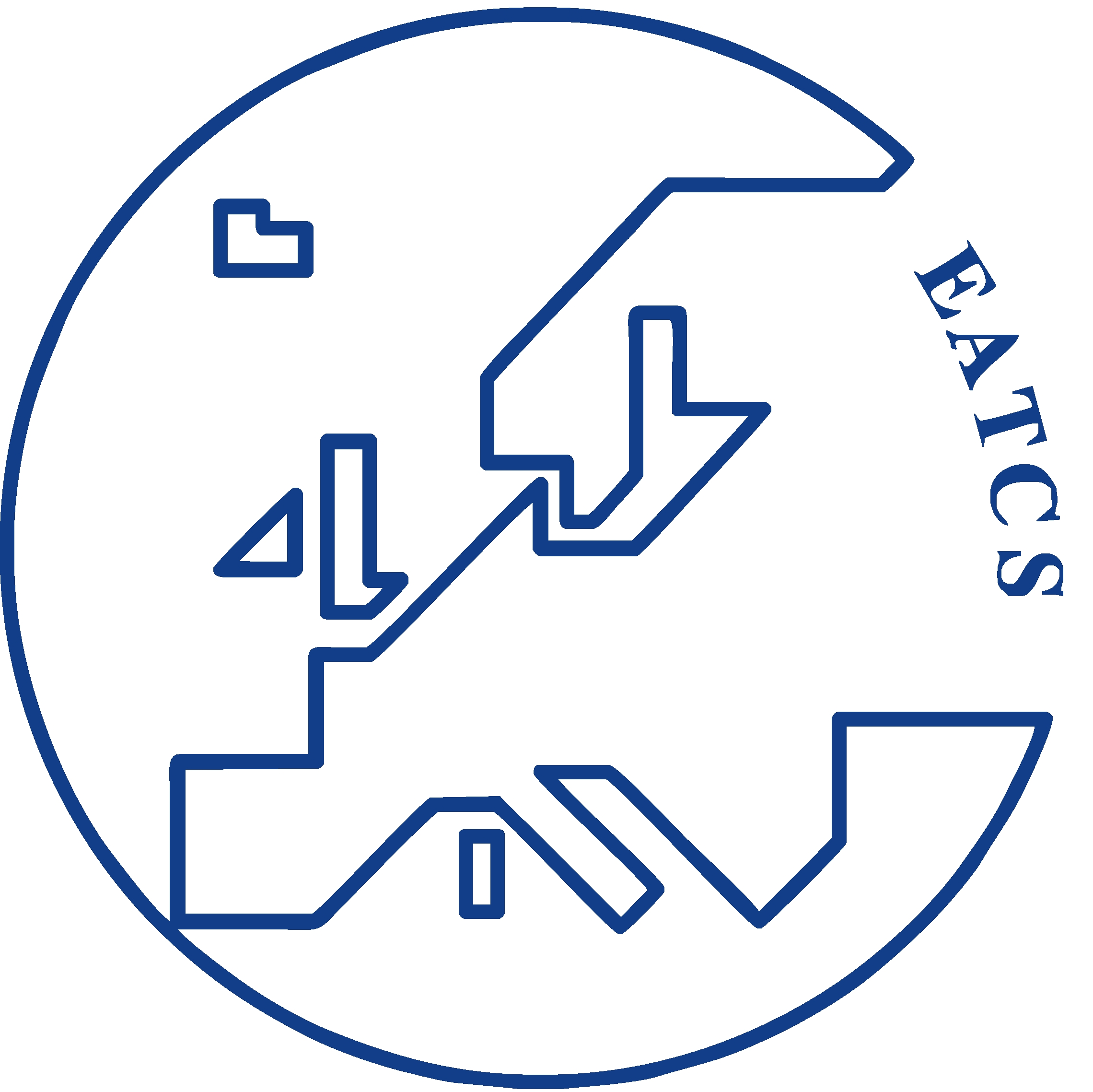
Logo EATCS

L'Associazione europea per l'informatica teorica (EATCS) è un'organizzazione internazionale con un focus europeo, fondata nel 1972. Il suo scopo è facilitare lo scambio di idee e risultati tra scienziati informatici teorici e stimolare la cooperazione tra i teorici e la comunità dell'informatica pratica.

## Attività
Le principali attività dell'EATCS sono:
- Organizzazione della conferenza International Colloquium on Automata, Languages and Programming (ICALP)[2];
- Pubblicazione di una serie di monografie[3][4] e testi[5] sull'informatica teorica;
- Pubblicazione del Bulletin of the EATCS;
- Pubblicazione della rivistaTheoretical Computer Science[2];
- Pubblicazione della rivista Fundamenta Informaticae.

## EATCS Award
Ogni anno, il EATCS Award viene assegnato in riconoscimento di una brillante carriera nell'informatica teorica. Il primo premio è stato assegnato a Richard Karp nel 2000; l'elenco completo dei vincitori è riportato di seguito:
| Anno | Laureato               | Città              |
| ---- | ---------------------- | ------------------ |
| 2018 | Noam Nisan             | ICALP (Praga)      |
| 2017 | Éva Tardos             | ICALP (Varsavia)   |
| 2016 | Dexter Kozen           | ICALP (Roma)       |
| 2015 | Christos Papadimitriou | ICALP (Kyoto)      |
| 2014 | Gordon Plotkin         | ICALP (Copenaghen) |
| 2013 | Martin Dyer            | ICALP (Riga)       |
| 2012 | Moshe Vardi            | ICALP (Warwick)    |
| 2011 | Boris Trakhtenbrot     | ICALP (Zurigo)     |
| 2010 | Kurt Mehlhorn          | ICALP (Bordeaux)   |
| 2009 | Gérard Huet            | ICALP (Rodi)       |
| 2008 | Leslie G. Valiant      | ICALP (Reykjavík)  |
| 2007 | Dana S. Scott          | ICALP (Breslavia)  |
| 2006 | Mike Paterson          | ICALP (Venezia)    |
| 2005 | Robin Milner           | ICALP (Lisbona)    |
| 2004 | Arto Salomaa           | ICALP (Turku)      |
| 2003 | Grzegorz Rozenberg     | ICALP (Eindhoven)  |
| 2002 | Maurice Nivat          | ICALP (Malaga)     |
| 2001 | Corrado Böhm           | ICALP (Creta)      |
| 2000 | Richard Karp           | ICALP (Ginevra)    |

## Presburger Award
A partire dal 2010, l'European Association of Theoretical Computer Science (EATCS) conferisce ogni anno alla conferenza ICALP il Presburger Award a un giovane scienziato (in casi eccezionali a diversi giovani scienziati) per contributi eccezionali nell'informatica teorica (TCS), documentati da un articolo pubblicato o da una serie di articoli pubblicati. Il premio prende il nome da Mojżesz Presburger che ha compiuto il suo lavoro rivoluzionario sulla decidibilità della teoria che oggi si chiama aritmetica di Presburger, come studente nel 1929. Di seguito è riportato l'elenco completo dei vincitori::
| Anno | Laureato                             | Città              |
| ---- | ------------------------------------ | ------------------ |
| 2018 | Aleksander Mądry                     | ICALP (Praga)      |
| 2017 | Alexandra Silva                      | ICALP (Varsavia)   |
| 2016 | Mark Braverman                       | ICALP (Roma)       |
| 2015 | Xi Chen                              | ICALP (Kyoto)      |
| 2014 | David Woodruff                       | ICALP (Copenaghen) |
| 2013 | Erik Demaine                         | ICALP (Riga)       |
| 2012 | Venkatesan Guruswami, Mihai Patrascu | ICALP (Warwick)    |
| 2011 | Patricia Bouyer-Decitre              | ICALP (Zurigo)     |
| 2010 | Mikołaj Bojańczyk                    | ICALP (Bordeaux)   |

## EATCS Fellows
Il Programma EATCS  Fellows è stato istituito dall'associazione per riconoscere i risultati scientifici nel campo dell'informatica teorica dei membri EATCS. Lo status di Fellow è conferito dal comitato di selezione Fellow della EATCS a una persona che ha una comprovata esperienza di leadership intellettuale e organizzativa all'interno della comunità EATCS. Ci si aspetta che i borsisti siano "cittadini modello" della comunità, contribuendo a sviluppare la posizione di TCS oltre le frontiere della comunità:
| Laureato                       | Anno riconoscimento |
| ------------------------------ | ------------------- |
| Jiri Adamek                    | 2018                |
| Susanne Albers                 | 2014                |
| Giorgio Ausiello               | 2014                |
| Wilfried Brauer                | 2014                |
| Mariangiola Dezani-Ciancaglini | 2015                |
| Josep Diaz                     | 2017                |
| Herbert Edelsbrunner           | 2014                |
| Zoltán Ésik                    | 2016                |
| Mike Fellows                   | 2014                |
| Yuri Gurevich                  | 2014                |
| David Harel                    | 2016                |
| Monika Henzinger               | 2014                |
| Thomas A. Henzinger            | 2015                |
| Giuseppe F. Italiano           | 2016                |
| Dexter Kozen                   | 2015                |
| Marta Kwiatkowska              | 2017                |
| Stefan Leonardi                | 2018                |
| Kurt Mehlhorn                  | 2016                |
| Jean-Eric Pin                  | 2014                |
| Paul Spirakis                  | 2014                |
| Aravind Srinivasan             | 2017                |
| Wolfgang Thomas                | 2014                |
| Moshe Y. Vardi                 | 2015                |
| Moti Yung                      | 2017                |

## Bollettino EATCS
Tre numeri del bollettino sono pubblicati annualmente, rispettivamente a febbraio, giugno e ottobre. Il bollettino è un mezzo per la pubblicazione rapida e un'ampia distribuzione di materiale come:
- l'importanza di EATCS;
- informazioni sull'ICALP;
- contributi tecnici;
- sondaggi e tutorial;
- relazioni su conferenze;
- calendario degli eventi;
- relazioni su dipartimenti e istituti di informatica;
- elenchi di relazioni tecniche e pubblicazioni;
- recensioni di libri;
- problemi e soluzioni;
- abstract di tesi di dottorato;
- informazioni sui visitatori di varie istituzioni;
- contributi divertenti e immagini relative all'informatica.

Dal 2013 il suo redattore capo è stato Kazuo Iwama.

## EATCS Young Researchers Schools
A partire dal 2014, l'European Association for Theoretical Computer Science (EATCS) ha istituito una serie di scuole per giovani ricercatori su argomenti di TCS. Segue una breve storia delle scuole.
| Anno | Tipo | Città                 |
| ---- | --- | --------------------- |
| 2017 | ProbProgSchool 2017 - Prima scuola sui fondamenti della programmazione e dei sistemi software. Programmazione probabilistica | Braga, Portogallo     |
| 2015 | Seconda EATCS Young Researchers School - Comprensione della complessità e della concorrenza attraverso la topologia dei dati | Camerino, Italia      |
| 2014 | Prima EATCS Young Researchers School - Automata, logica e giochi                                                             | Telč, Repubblica Ceca |